# 1,1'-thiocarbonyldi-imidazool
1,1'-thiocarbonyldi-imidazool is een thiocarbonylverbinding, waarin het koolstofatoom verbonden is met een zwavelatoom en met twee imidazoolringen. De stof komt voor als een geel poeder, dat smelt rond de 100°C.

## Toepassingen
De stof wordt in chemische en biochemische syntheses ingezet als reagens. Voorbeelden zijn:
- in de deoxygenering van alcoholen: hierbij wordt de hydroxylgroep vervangen door een andere functionele groep, zoals in de Barton-McCombie-desoxygenering met tributyltinhydride
- in de Corey-Winter-olefinering
- voor de synthese van heterocyclische thio-ureumverbindingen.[1]

De stof is tevens een corrosie-inhibitor voor staal en ijzer in zout water of in een oplossing van waterstofchloride.